# Jan Lundberg
Jan Olov Lundberg, född 24 september 1951 i Helsingborg, är en svensk scenograf. 

## Biografi
Jan Lundberg utbildades vid Konstfackskolan 1970–1974. Under år 1974 till 1985 var han verksam som frilansande scenograf. Han anställdes 1985 som konstruktör på Kungliga Dramatiska Teatern och mellan 1986 och 1989 som ateljéchef. 1990 övergick anställningen till produktionschef och sedermera till teknisk chef under åren 1999 till 2006. Lundberg är sedan 2007 fast anställd som scenograf vid Kungliga Dramatiska Teatern. Han har gjort över 80 scenografier till olika teatrar.
Lundberg har under åren 1974 till 2006 parallellt arbetat som scenograf vid Kungliga Dramatiska Teatern, Kungliga Operan, Den Nationale Scene i Bergen, Nationalteatret i Oslo samt med ett stort antal uppsättning på fria teatergrupper i Sverige.
1988 samarbetade han med den ryske regissören och tillika ledaren för den berömda Taganka-teatern i Moskva Jurij Ljubimov kring Mikhail Bulgakovs roman Mästaren och Margarita som blev en stor framgång på Dramatens stora scen. Föreställning sändes senare i TV i en live-upptagning från scenen. 1998 gjorde han tillsammans med Robert Lepage en mycket uppmärksammad föreställning på Dramatens målarsal av August Strindbergs Ett drömspel. År 2000 då Bergen i Norge var en av millennieskiftets kulturhuvudstäder inbjöds Lundberg tillsammans med regissören Hilda Hellwig att gör jubileumsföreställning av Henrik Ibsens sällan spelade drama Kejsare och Gallileer på Den Nationale Scene; detta resulterade i teaterstycke på nära fem timmar.
Han har även arbetat med utländska teatergrupper såsom The Living Theatre tillsammans med Julian Beck och Judith Malina, Comuna Baires från Argentina och Teater 77 från Łódź i Polen.
Lundberg har under åren arbetat som utställningsarkitekt bland annat på Tekniska Museet och Riksutställningar. Han fick år 1982 Anders Sandrews stiftelses stipendium och Edvin Adolphson-stipendiet.
Jan Lundberg erhöll silvermedalj vid 6th Triennale Internationale de la scénographie et de la costumographie de théatre Novi Sad i Tjeckoslovakien 1981.

## Teater

### Scenografi och kostym
| År   | Produktion                                                    | Upphovsmän                                        | Regi                 | Teater                   | Noter                                    |
| ---- | ------------------------------------------------------------- | ------------------------------------------------- | -------------------- | ------------------------ | ---------------------------------------- |
| 1983 | Måsen Чайка, Chajka                                           | Anton Tjechov                                     | Gunnel Lindblom      | Dramaten                 | Scenografi och kostym                    |
| 1985 | Frun från havet Fruen fra havet                               | Henrik Ibsen                                      | Gunnel Lindblom      | Dramaten                 | Scenografi och kostym                    |
| 1988 | I lodjurets timma                                             | Per Olov Enquist                                  | Göran Graffman       | Dramaten                 | Scenografi och kostym                    |
| 1988 | Farliga förbindelser Dangerous Liaisons                       | Christopher Hampton                               | Brigitte Ornstein    | Dramaten                 | Scenografi och kostym                    |
| 1988 | Mästaren och Margarita Мастер и Маргарита, Master i Margarita | Michail Bulgakov                                  | Jurij Ljubimov       | Dramaten                 | Scenografi och kostym                    |
| 1990 | Swedenhielms                                                  | Hjalmar Bergman                                   | Göran Graffman       | Dramaten                 | Scenografi                               |
| 1994 | Ett drömspel                                                  | August Strindberg                                 | Robert Lepage        | Dramaten                 | Scenografi tillsammans med Robert Lepage |
| 1998 | Leva loppan La puce à l'oreille                               | Georges Feydeau                                   | Terje Maerli         | Dramaten                 | Scenografi                               |
| 2001 | Rigoletto                                                     | Giuseppe Verdi och Francesco Maria Piave          | Hilda Hellwig        | Kungliga Operan          | Scenografi                               |
| 2002 | En magisk jul                                                 | Morgan Alling                                     | Morgan Alling        | Dramaten                 | Scenografi och kostym                    |
| 2003 | Brudköpet Prodaná nevĕsta                                     | Bedřich Smetana och Karel Sabina                  | Hilda Hellwig        | Kungliga Operan          | Scenografi                               |
| 2004 | Kamraterna                                                    | August Strindberg                                 | Hilda Hellwig        | Dramaten                 | Scenografi                               |
| 2006 | John Gabriel Borkman                                          | Henrik Ibsen                                      | Hilda Hellwig        | Dramaten                 | Scenografi                               |
| 2006 | Kärlek och politik Kabale und Liebe                           | Friedrich Schiller                                | Hilda Hellwig        | Dramaten                 | Scenografi                               |
| 2007 | Fördold                                                       | Lars Norén                                        | Staffan Roos         | Dramaten                 | Scenografi                               |
| 2007 | Blanche och Marie                                             | Per Olov Enquist                                  | Hilda Hellwig        | Dramaten                 | Scenografi                               |
| 2008 | Onkel Vanja Дядя Ваня, Dyadya Vanya                           | Anton Tjechov                                     | Hilda Hellwig        | Dramaten                 | Scenografi                               |
| 2015 | Barnet                                                        | Jon Fosse                                         | Johannes Holmen Dahl | Dramaten                 | Scenografi                               |
| 2017 | Ritter, Dene, Voss                                            | Thomas Bernhard Översättning Thomas Helander      | Gunnel Lindblom      | Dramaten                 | Scenografi                               |
| 2017 | Bernardas hus La casa de Bernarda Alba                        | Federico Garcia Lorca Översättning Jens Nordenhök | Anna Pettersson      | Kulturhuset Stadsteatern | Scenografi                               |
| 2019 | Lärda kvinnor Les Femmes savantes                             | Molière Översättning Ulf Peter Hallberg           | Hilda Hellwig        | Göteborgs stadsteater    | Scenografi                               |